# Recyclingquote
Recyclingquote oder Recyclingrate bezeichnet den Anteil wiederverwerteter Rohstoffe an verschiedenen Grundgesamtheiten.

## Grundlegendes
Gängig sind zwei Definitionen.

### Definitionen
Recyclingquote bezeichnet
(a) den Anteil der bei der Entsorgung tatsächlich aus dem Abfall recycelten Werk- bzw. Wertstoffe; Im Speziellen kann damit das Folgende gemeint sein:

{\displaystyle {\text{Recyclingquote}}={\frac {\text{Masse an Abfällen mit einer bestimmten Typklasse von Wertstoffen, die der stofflichen Verwertung zugeführt wird}}{\text{Masse des Gesamtabfallaufkommens derjenigen Abfallsorten, die die besagte Typklasse an Wertstoffen enthalten}}}}

(b) in der industriellen Fertigung von Gebrauchsgütern zum einen den Quotient zwischen der Masse der wiederverwendbaren Bauteile bzw. des verwertbaren Materials (z. B. Glas oder Papier) oder der Rohstoffe (z. B. Metalle wie Gold, Aluminium oder seltene Erden) und der Gesamtmasse des zu recycelnden Altmaterials {\displaystyle m_{\text{Alt}}} (Beziehungszahl). Dabei werden der erforderliche Aufwand, die Wirtschaftlichkeit sowie die Qualität und die tatsächlich gegebenen Vermarktungsmöglichkeiten gewonnener Materialien und Bauteile bewusst außer Acht gelassen.
Es wird unterschieden in:
- Sekundärbauteile: separierte und wiederverwendbare Bauteile wie beispielsweise Kompletträder, Motoren, Türen bei Automobilen. Diese haben jeweils die Masse {\displaystyle m_{\text{SekB}}}.
- Sekundärrohstoffe: stofflich zu verwertende Materialien wie beispielsweise Metalle, Bruchglas, Kunststoff. Diese haben jeweils die Masse {\displaystyle m_{\text{SekR}}}.

Somit wird unterschieden in
- Bauteil-Recyclingquote

{\displaystyle {\mathcal {Q}}_{\text{Recycl.,Bauteil}}={\frac {\sum {m_{\text{SekB}}}}{m_{{\text{Alt}}_{\text{SekB}}}}}\times 100\%}
- stoffliche Recyclingquote

{\displaystyle {\mathcal {Q}}_{\text{Recycl.,Stoff}}={\frac {\sum {m_{\text{SekR}}}}{m_{{\text{Alt}}_{\text{SekR}}}}}\times 100\%}
In vielen Fällen findet aus Aufwands- und Kostengründen kein oder kaum ein Bauteilrecycling statt.
Wird Bauteilrecycling und stoffliches Recycling in der Gesamtheit betrachtet, so ergibt sich:
{\displaystyle {\mathcal {Q}}_{\text{Recycl.}}={\frac {\sum {m_{\text{SekB}}}+\sum {m_{\text{SekR}}}}{\sum {m_{\text{Alt}}}}}\times 100\%={\frac {\sum {m_{\text{SekB}}}+\sum {m_{\text{SekR}}}}{m_{{\text{Alt}}_{\text{SekB}}}+m_{{\text{Alt}}_{\text{SekR}}}}}\times 100\%}

Die Recyclingquoten werden bei Verwendung obiger Formeln in Prozent angegeben. Eine Recyclingquote {\displaystyle {\mathcal {Q}}_{\text{Recycl.}}} von 0 % bedeutet, dass das Altmaterial- bzw. gerät stofflich nicht verwertet wird; eine Recyclingquote {\displaystyle {\mathcal {Q}}_{\text{Recycl.}}} von 100 % heißt, dass sämtliche Materialien bzw. Bauteile einem Wiedereinsatz in der Produktion zugeführt werden.

### Geringes Bauteilrecycling von Elektrokleingeräten
Ein Beispiel für geringes Bauteilrecycling sind Elektro- und insbesondere Elektrokleingeräte. In solchen Fällen macht eine Trennung zwischen einer stofflichen Recyclingquote {\displaystyle {\mathcal {Q}}_{\text{Recycl.,Stoff}}} und einer Bauteil-Recyclingquote {\displaystyle {\mathcal {Q}}_{\text{Recycl.,Bauteil}}} keinen Sinn, da die Bauteile von ihrer Zahl und ihrer Masse gegenüber den stofflich zu verwertenden Sekundärrohstoffen wie beispielsweise Eisen, NE-Metall und Kunststoff vernachlässigt werden können. Aus Gründen der einfacheren Darstellung und Vergleichbarkeit werden deshalb in der Praxis oft die Sekundärbauteile nicht separat ausgewiesen und mit den Sekundärrohstoffen in einer gemeinsamen Recyclingquote {\displaystyle {\mathcal {Q}}_{\text{Recycl.}}} erfasst.
Die Formel für die Recyclingquote {\displaystyle {\mathcal {Q}}_{\text{Recycl.}}} lautet somit
Mit {\displaystyle \sum {m_{\text{SekB}}}\approx 0} wird:
{\displaystyle {\mathcal {Q}}_{\text{Recycl.}}={\frac {\sum {m_{\text{SekB}}}+\sum {m_{\text{SekR}}}}{\sum {m_{\text{Alt}}}}}\times 100\%\approx {\frac {\sum {m_{\text{SekR}}}}{m_{{\text{Alt}}_{\text{SekB}}}+m_{{\text{Alt}}_{\text{SekR}}}}}\times 100\%}

## Alternative Basisgrößen
Die SI-Basisgröße Masse hat gegenüber anderen denkbaren Alternativen, wie etwa Volumen, Energieinhalt oder Bauteil- bzw. Materialwert den Vorteil, leicht erfassbar und für alle Materialien anwendbar zu sein. Zudem unterliegt sie kaum Schwankungen. Alternative Recyclingquoten auf Basis von Volumen, Energieinhalt, Bauteil- oder Materialwert sind denkbar, haben sich aber kaum durchgesetzt.

## Ökologische Bedeutung
Interessant ist die Rate vor allem, wenn die Erstgewinnung (z. B. der Metalle durch Bergbau) der Rohstoffe energieaufwändiger als der Aufwand zum Recycling ist.
Die Recyclingrate kann somit proportional zur Energieeinsparung sein. Zudem werden gerade mit der Einsparung von Abbaueinsatz im Bergbau ökologische Folgen der Rohstoffgewinnung durch Endlagerung von Abraum oder Einbringung hochgiftiger Chemikalien bei der Extraktion (z. B. Zyanid bei der Goldgewinnung) abgemildert.

## Untertypen
In der Metallindustrie unterscheidet man teilweise noch Untertypen, bzw. schlüsselt die Teilprozesse noch weiter auf
- Recycling Input Rate oder Recycled Content = (Recycletes Altmetall)/(Produziertes Metall)
- EOL Recyclingrate = (Recycletes Altmetall)/(Altmetall, das für Recycling genutzt werden kann)
- EOL Sammelrate = (Gesammeltes Altmetall)/(Altmetall, das für Recycling genutzt werden kann)
- EOL Processing Rate = (Recycletes Altmetall)/(Gesammeltes Altmetall)

wobei EOL für „End of Life“, also Lebensende (des Produkts) steht.

## Beispiele
Das Verhältnis der jährlichen Menge an Sekundärkupfer zur gesamten Kupferproduktion liegt bei über 50 %.
Laut Antwort auf eine parlamentarische Anfrage der Bundestagsabgeordneten Bärbel Höhn liegen die Recyclingquoten des Dualen Systems („Grüner Punkt (Deutschland)“ für leichten Verpackungsmüll) von Weißblech bei 92, von Aluminium bei 60 sowie von Kunststoffen bei lediglich 42 Prozent.

## Weiterführende Themen
- Electroreturn
- Elektronikschrott